# باشگاه فوتبال پیا
باشگاه فوتبال خطوط هوایی بین‌المللی پاکستان (PIA International Airlines) که به اختصار پیا نامیده می‌شود، به عنوان بخش فوتبال هواپیمایی بین‌المللی پاکستان فعالیت می‌کرد. این باشگاه که در کراچی، سند مستقر بود، در مسابقات قهرمانی ملی فوتبال و لیگ برتر پاکستان شرکت می‌کرد.
این باشگاه با کسب ۹ عنوان قهرمانی در مسابقات قهرمانی فوتبال ملی، موفق‌ترین باشگاه پاکستان از نظر عناوین قهرمانی لیگ است که اولین عنوان قهرمانی لیگ آنها در سال ۱۹۷۱ و آخرین عنوان قهرمانی آنها در فصل ۹۹–۱۹۹۸ به دست آمد.